# Frank P. Bohn

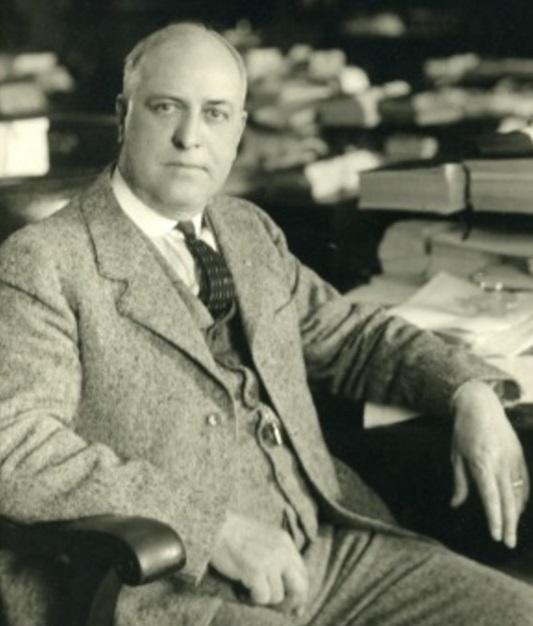
Frank P. Bohn (1923)

Frank Probasco Bohn (* 14. Juli 1866 in Charlottesville, Hancock County, Indiana; † 1. Juni 1944 in Newberry, Michigan) war ein US-amerikanischer Politiker. Zwischen 1927 und 1933 vertrat er den Bundesstaat Michigan im US-Repräsentantenhaus.

## Werdegang
Frank Bohn besuchte die öffentlichen Schulen seiner Heimat einschließlich der High School. Danach studierte er am Normal College in Danville. Anschließend war Bohn bis 1890 am Medical College of Indiana in Indianapolis. Nach seiner Studienzeit arbeitete er im Bankgewerbe. Politisch wurde er Mitglied der Republikanischen Partei. Von 1904 bis 1919 war er Bürgermeister von Newberry. In dieser Stadt saß er von 1908 bis 1914 im Schulausschuss. In den Jahren 1923 bis 1926 gehörte er dem Senat von Michigan an.
Bei den Kongresswahlen des Jahres 1926 wurde Bohn im elften Wahlbezirk von Michigan in das US-Repräsentantenhaus in Washington, D.C. gewählt, wo er am 4. März 1927 die Nachfolge von Frank D. Scott antrat. Nach zwei Wiederwahlen konnte er bis zum 3. März 1933 drei Legislaturperioden im Kongress absolvieren. Seit 1929 wurde die Arbeit des Kongresses von der Weltwirtschaftskrise bestimmt. Kurz vor dem Ende seiner letzten Amtszeit wurde im Kongress der 20. Verfassungszusatz verabschiedet.
Im Jahr 1932 wurde Bohn ein Opfer des bundesweiten Wahltrends zu Gunsten der Demokratischen Partei. Dabei musste er sich deren Kandidat Prentiss M. Brown geschlagen geben, der am 4. März 1933 Bohns Nachfolge im Kongress antrat. Zwischen 1935 und 1937 war Frank Bohn Mitglied der Krankenhauskommission des Staates Michigan. Danach ist er politisch nicht mehr in Erscheinung getreten. Er starb am 1. Juni 1944 in Newberry.